# Bohumil Vana
Bohumil Vana (Praga; 17 de enero de 1920-Praga; 4 de noviembre de 1989) fue un jugador profesional de tenis de mesa checoslovaco campeón del mundo en 1938 y 1947.
Vana también ganó varias medallas jugando por parejas, donde sus compañeros fueron Vera Votrubcova, Adolf Slar y Ladislav Stipek.